# 中華民國—突尼西亞關係
中華民國與突尼西亞共和國無正式外交關係，目前也沒有在對方首都互設具大使館功能的代表機構。對突尼西亞的相關事務由駐法國台北代表處、駐普羅旺斯臺北辦事處共同管轄。

## 政治

### 外交

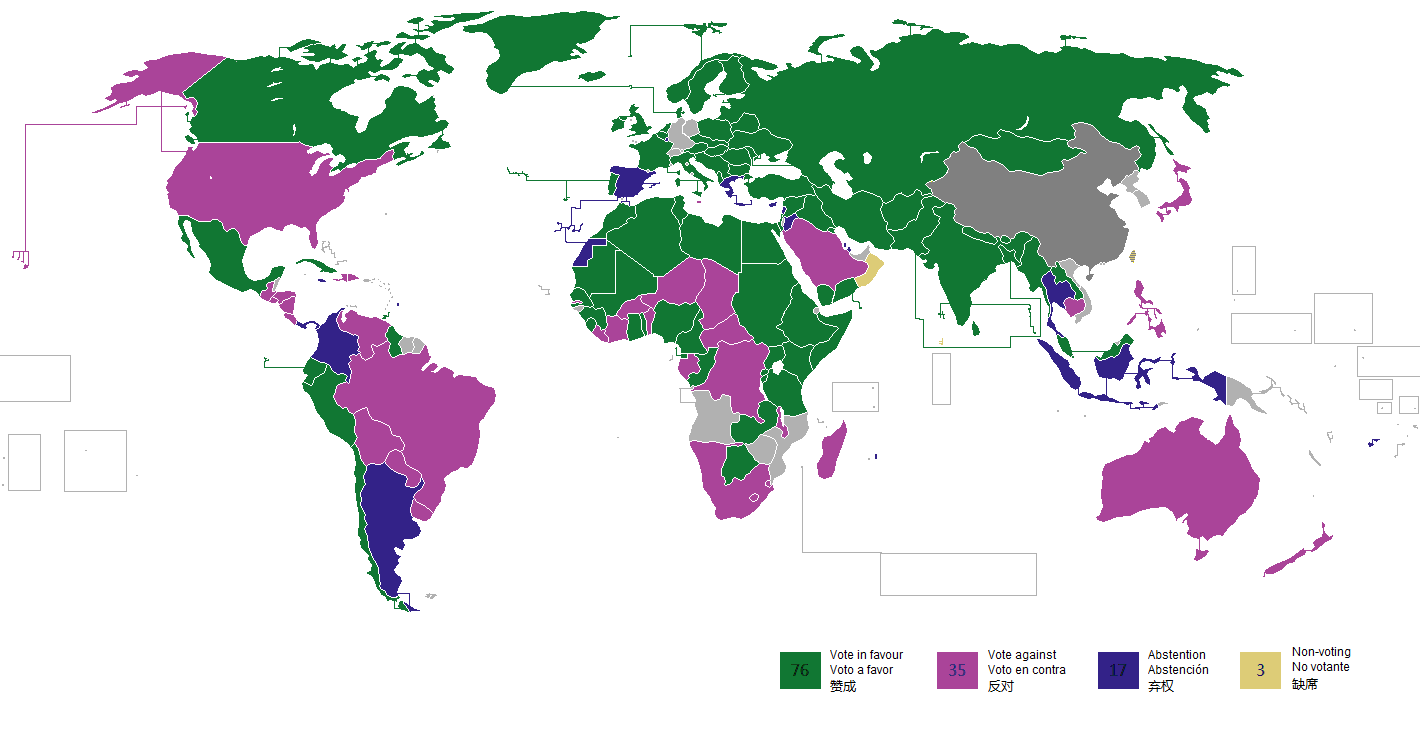
綠色國家表示在1971年的投票中反對中華民國續留聯合國，即《聯合國大會2758號決議》，其中包括突尼西亞。

1967年2月7日，簽署《中華民國政府與突尼西亞共和國政府農業技術合作協定》。
突尼西亞對於联合国的中國代表權爭議，曾建議中华人民共和国以「中國」的名義加入聯合國，而中華民國則以「臺灣」的名義保留聯合國席位:83（雙重代表權）。但突尼斯在1971年10月25日聯合國大會的投票中，支持中華人民共和國取代中華民國的聯合國席位:170。

## 經濟

### 貿易
| 年分 | 貿易總額    | 貿易總額 | 貿易總額 | 出口至突尼西亞 | 出口至突尼西亞 | 出口至突尼西亞 | 自突尼西亞進口 | 自突尼西亞進口 | 自突尼西亞進口 | 順逆差  |
| 年分 | 金額        | 年增減   | 排名     | 金額           | 年增減         | 排名           | 金額           | 年增減         | 排名           | 順逆差  |
| ---- | ----------- | -------- | -------- | -------------- | -------------- | -------------- | -------------- | -------------- | -------------- | ------- |
| 2017 | 57,251,416  | ▼1.3%    | 99       | 43,688,891     | ▼3.3%          | 89             | 13,562,525     | ▲5.7%          | 110            | 順差▼   |
| 2018 | 61,852,595  | ▲8.0%    | 100      | 47,694,929     | ▲9.2%          | 88             | 14,157,666     | ▲4.4%          | 105            | 順差▲   |
| 2019 | 56,958,939  | ▼7.9%    | 97       | 43,262,498     | ▼9.3%          | 87             | 13,696,441     | ▼3.3%          | 102            | 順差▼   |
| 2020 | 55,748,702  | ▼2.1%    | 99       | 42,210,819     | ▼2.4%          | 85             | 13,537,883     | ▼1.2%          | 104            | 順差▼   |
| 2021 | 61,315,472  | ▲10.0%   | 105      | 46,137,821     | ▲9.3%          | 89             | 15,177,651     | ▲12.1%         | 105            | 順差▲   |
| 2022 | 178,516,478 | ▲191.1%  | 81       | 53,435,167     | ▲15.8%         | 89             | 125,081,311    | ▲724.1%        | 72             | 逆差 -- |
| 2023 | 133,869,784 | ▼25.0%   | 84       | 38,418,458     | ▼28.1%         | 92             | 95,451,326     | ▼23.7%         | 70             | 逆差▼   |
| 2024 | 78,836,878  | ▼41.1%   | 89       | 33,688,218     | ▼12.3%         | 95             | 45,148,660     | ▼52.7%         | 84             | 逆差▼   |

2023年的兩國貿易項目如下：
出口至突尼西亞的前10大項目為：集成电路；電話機（包括智能手机），以及其他傳輸或接收聲音、圖像之有線或无线网络通訊器具；苯乙烯之聚合物；碟片、磁带、固態非揮發性儲存裝置、智慧卡與其他錄音或錄製之媒體；其他塑料製品與特定材料制成品；紙漿、纸或纸板製品製造機；特定用途機器之零件與附件；診斷或實驗用有底襯之試劑或配製試劑，以及檢定參照物；不鏽鋼扁軋製品；丙烯酸聚合物等。
自突尼西亞進口的前10大項目為：石油與提自瀝青礦物之油類（原油除外）、以石油或瀝青質礦物為基本成份之未列名製品、廢油；絕緣電線、電纜與其他絕緣電導體；铜廢料與碎屑；女用或女童用服飾；箱盒袋類容器；男用或男童用服飾；離心分離機、液體或氣體過濾與淨化機具；胸罩、束腰、緊身褡、吊帶、吊襪；電路開關、保護電路或連接電路用之電氣用具、光纖、光纖束、光纤电缆或光纖傳輸纜用之連接器；甲殼類動物等。

### 投資
雖然突尼西亞期望臺灣企業前往設立組裝工廠，但截至2023年，尚未有台商在突尼西亞投資；突尼西亞在臺灣總投資金額約81.4萬美元，計有5件。

### 會展
2016年11月，中華民國對外貿易發展協會（外貿協會）籌組貿易訪問團前往突尼西亞，促銷臺灣精品形象。2019年9月，外貿協會再次組團前往突尼西亞。
2020年10月，中華民國外交部委託外貿協會在臺北舉辦「2020年探索非洲商機，『非』你莫屬說明會」，聚焦突尼西亞、埃及、加纳、索马里兰、埃塞俄比亚與南非等6國。
突尼西亞工商會理事長前往由外貿協會設立的阿爾及爾臺灣貿易中心拜訪時表示，對於臺灣中小企業經濟成功發展印象深刻，可供突尼西亞中小企業發展借鏡，並鼓勵臺商能參加突尼西亞商展，增加與北非國家廠商交流機會。

### 組織
截至2023年，在突尼西亞無臺商或臺僑組織，亦無臺灣的金融機構。

## 簽證

持中華民國護照的中華民國國民簽證要求分布圖：入境突尼西亞需要簽證。

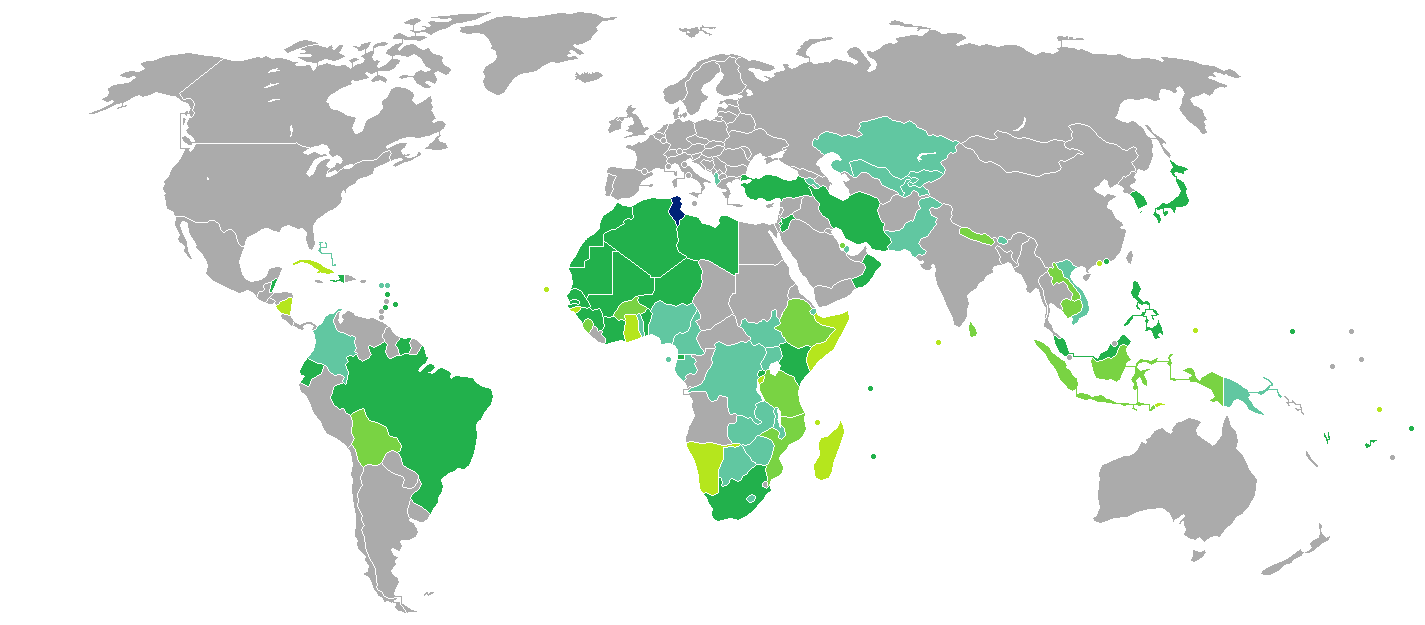
持突尼西亞護照的突尼西亞人口簽證要求分布圖：入境中華民國需要簽證。

兩國國民皆須申請簽證方可入境對方國家。持中華民國護照的中華民國國民可前往突尼西亞駐日本大使館申請簽證。經突尼西亞轉機亦需申請過境簽證。
持突尼西亞護照的突尼西亞國民抵台參加由中央政府機關主辦、協辦或贊助之國際會議、運動賽事、商展或其他活動，可以電子簽證入境中華民國，停留最多30天並不得延期。

## 交通

### 航空

#### 客運
兩國無直航班機，可經由（不計航點遠近，截至2023年6月30日）：
- 臺北→杜拜、伊斯坦堡、倫敦、巴黎、羅馬、米蘭、慕尼黑、法蘭克福、阿姆斯特丹（季節性飛突尼西亞）、維也納，再轉機前往突尼西亞的國際機場（英语：List of airports in Tunisia）。

## 外部連結
- 中華民國外交部－突尼西亞共和國簡介 （页面存档备份，存于）
- 駐法國台北代表處
  - 駐普羅旺斯辦事處
- 外交部領事事務局－國外旅遊警示分級表
- 中華民國衛生福利部－國際旅遊疫情建議等級
- 中華民國國際經濟合作協會 （页面存档备份，存于）